# Угруськ
Угруськ (літописний Угровеськ, пол. Uhrusk) — село в Польщі, у гміні Воля-Угруська Володавського повіту Люблінського воєводства. Населення — 554 особи (2011). Стародавнє українське місто, засноване королем Русі Данилом Романовичем. Центр православної єпархії і фактична столиця Галицько-Волинського князівства перед заснуванням міста Холма.

## Історія

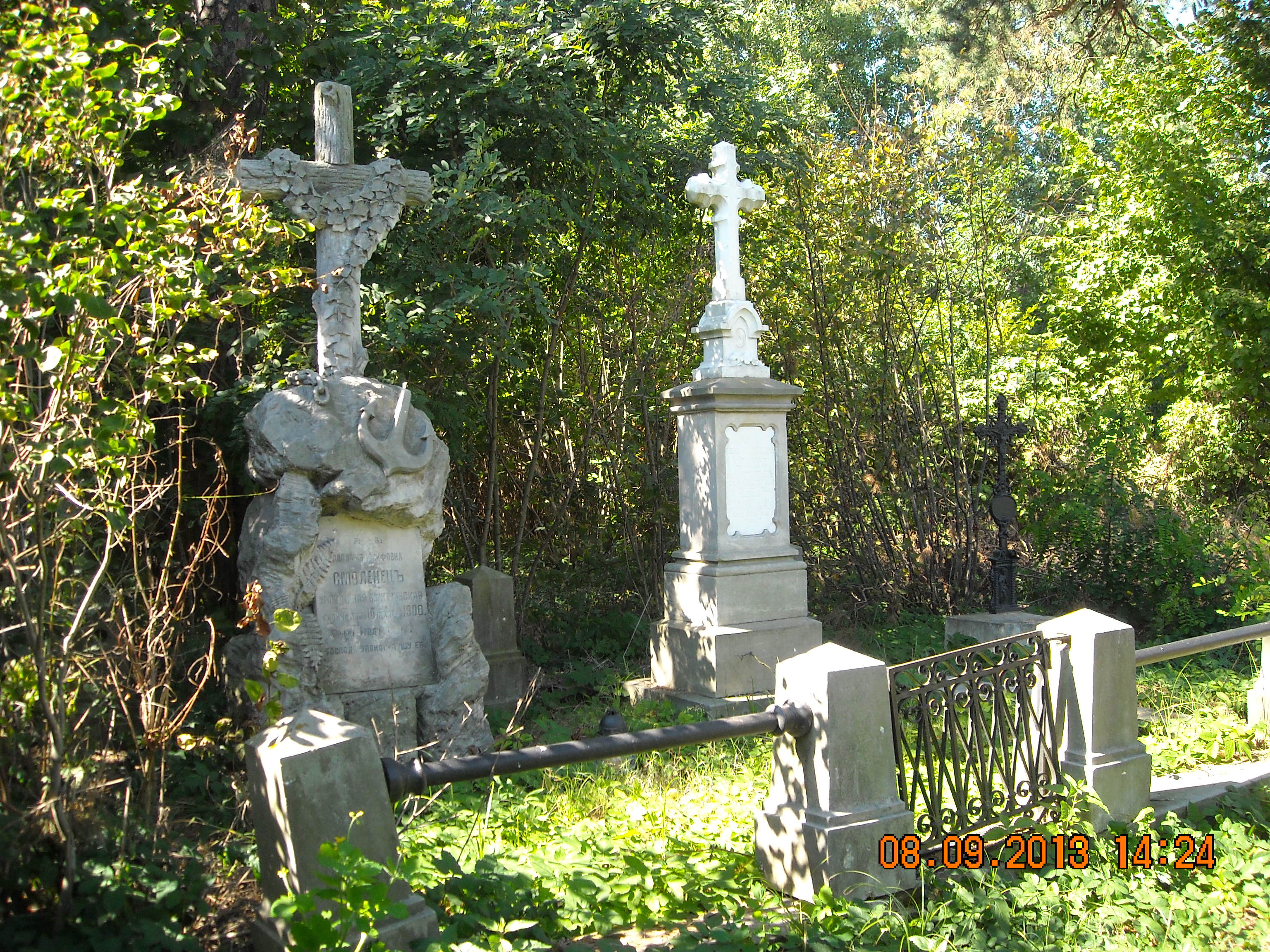
Український православний цвинтар в Угруську

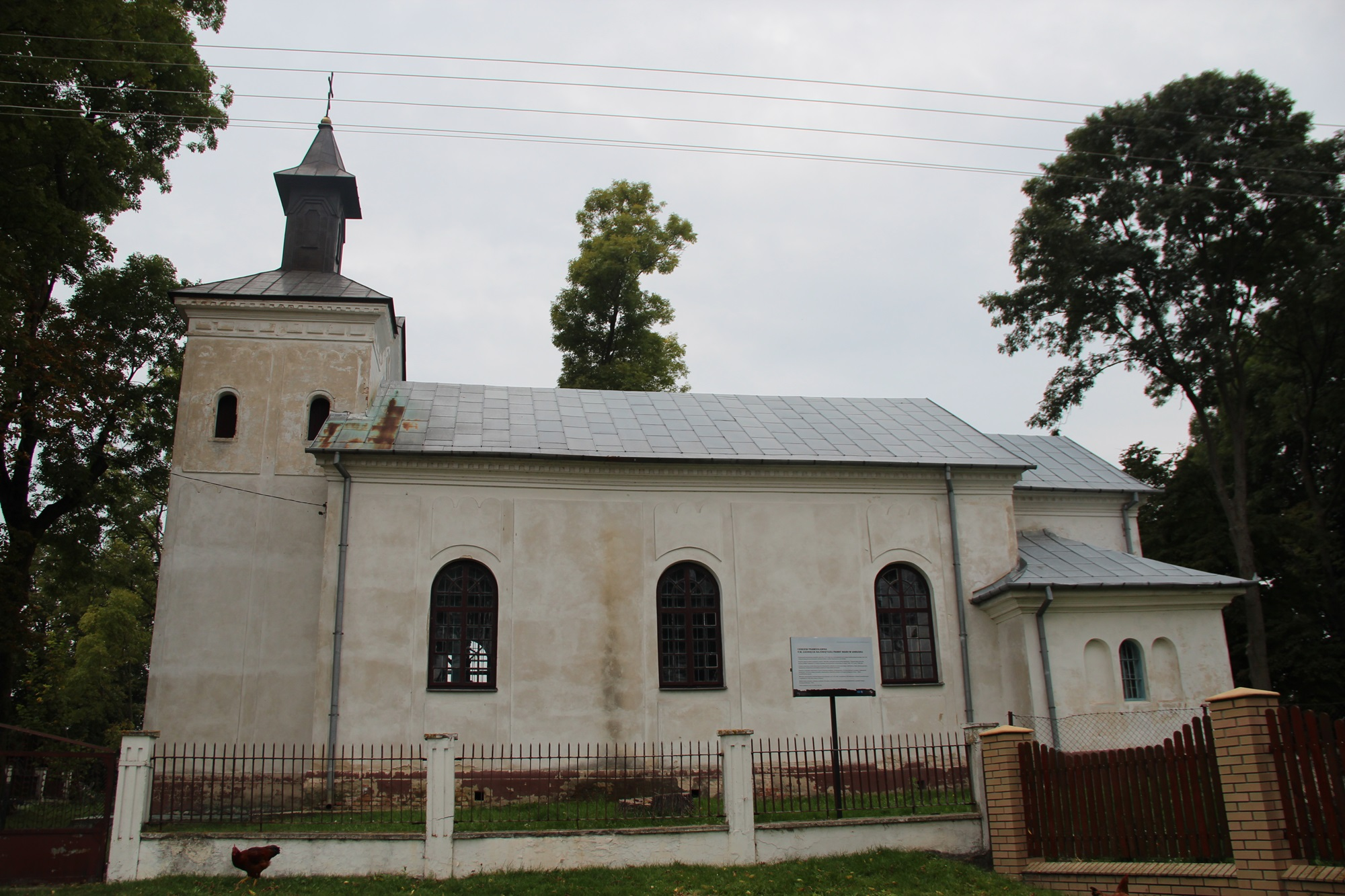
Православна церква Успіння Богородиці в Угруську

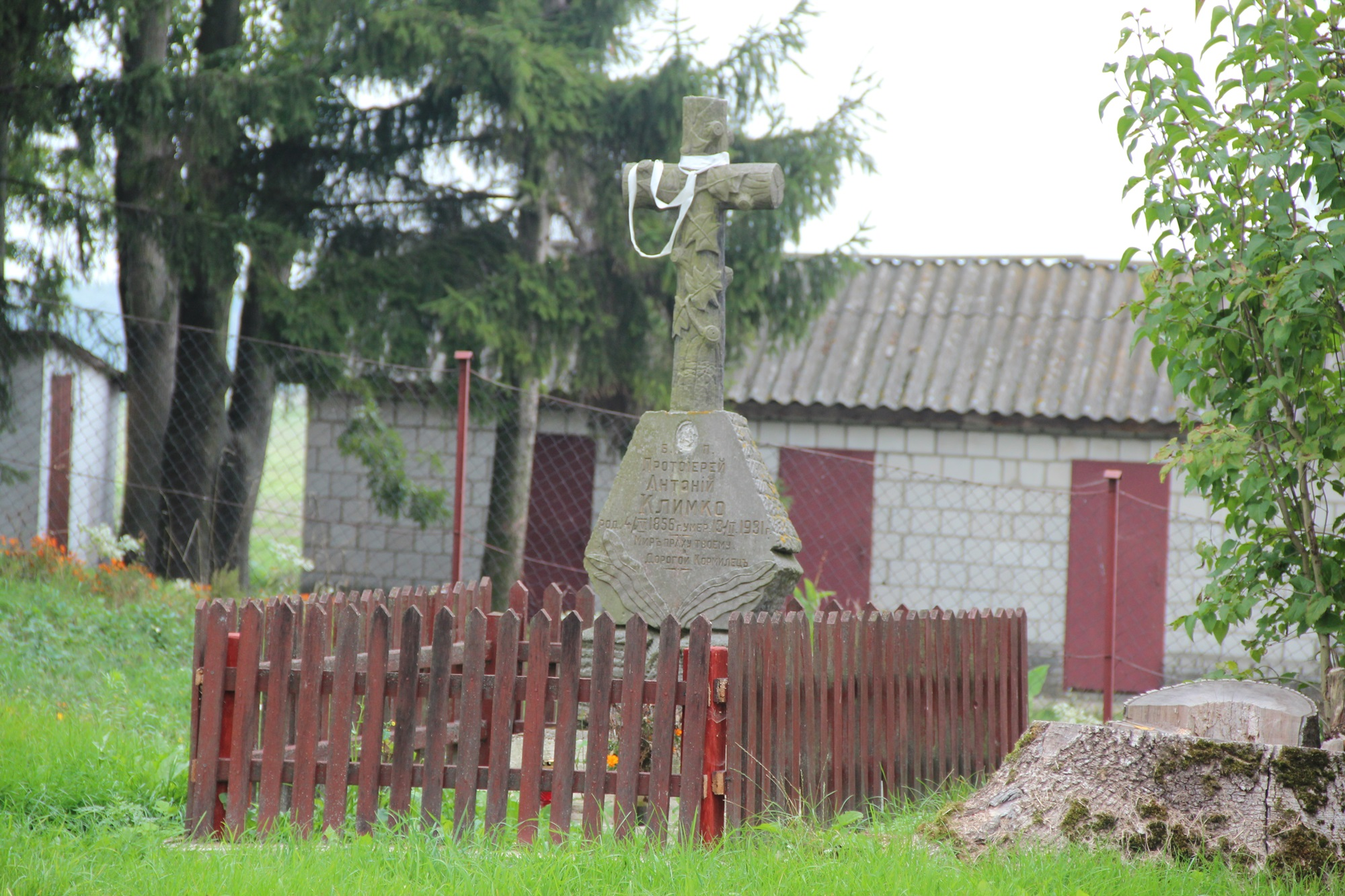
Могила настоятеля української церкви о. Антонія Климка

Перша згадка про місто Угруськ походить з 13 століття у «Галицько-Волинському літописі», згідно з яким уже в 1204 році в Угруську була фортеця, яку зміцнив і розбудував князь Данило Романович. Крім того король Данило заснував монастир та кафедральний собор.
У 1240 році центр єпархії та столиця перенесені до Холма, у зв'язку з чим відбувся занепад міста.
У 13-14 століттях Угруськ належав князям галицько-волинським з династії Романовичів. Після приєднання Холмської землі до Польщі у 1366 році місто стало власністю короля. У 1414 році король Владислав Ягайло передав Угруськ руському бояринові Олександру Дмитровичу «Білому» — засновнику роду Угровецьких гербу Сухекомнати. Його нащадки володіли ним до кінця 16 століття. Завдяки їх активній колонізаційній діяльності постали ще навколо міста поселення Воля-Угруська (зараз центр гміни) і Вулька-Угруська (на даний час має назву Новоугрузьке і знаходиться у Любомському районі України).
1849 року в Угруську зведено філіяльну муровану греко-католицьку церкву Успіння Пресвятої Богородиці. За даними етнографічної експедиції 1869—1870 років під керівництвом Павла Чубинського, у селі переважно проживали римо-католики, меншою мірою — греко-католики, які розмовляли українською мовою. 1872 року місцева греко-католицька парафія налічувала 541 вірянина.
Після 1945 року більшість українського населення вимушено покинули місто, хоча вже 25 лютого 1947 року місцеві українці домагались відновлення діяльності православної парафії.
У 1975—1998 роках село належало до Холмського воєводства.

## Населення
Демографічна структура станом на 31 березня 2011 року:
|          | Загалом | Допрацездатний вік | Працездатний вік | Постпрацездатний вік |
| -------- | ------- | ------------------ | ---------------- | -------------------- |
| Чоловіки | 280     | 46                 | 212              | 22                   |
| Жінки    | 274     | 44                 | 173              | 57                   |
| Разом    | 554     | 90                 | 385              | 79                   |

## Віра
Сьогодні в селі діє православна церква Успіння Пресвятої Богородиці.